# Lucas do Rio Verde
Lucas do Rio Verde là một đô thị thuộc bang Mato Grosso, Brasil. Đô thị này có diện tích 3659,859 km², dân số năm 2016 là 59436 người, mật độ 16,31 người/km².